# Departamento General San Martín (Córdoba)

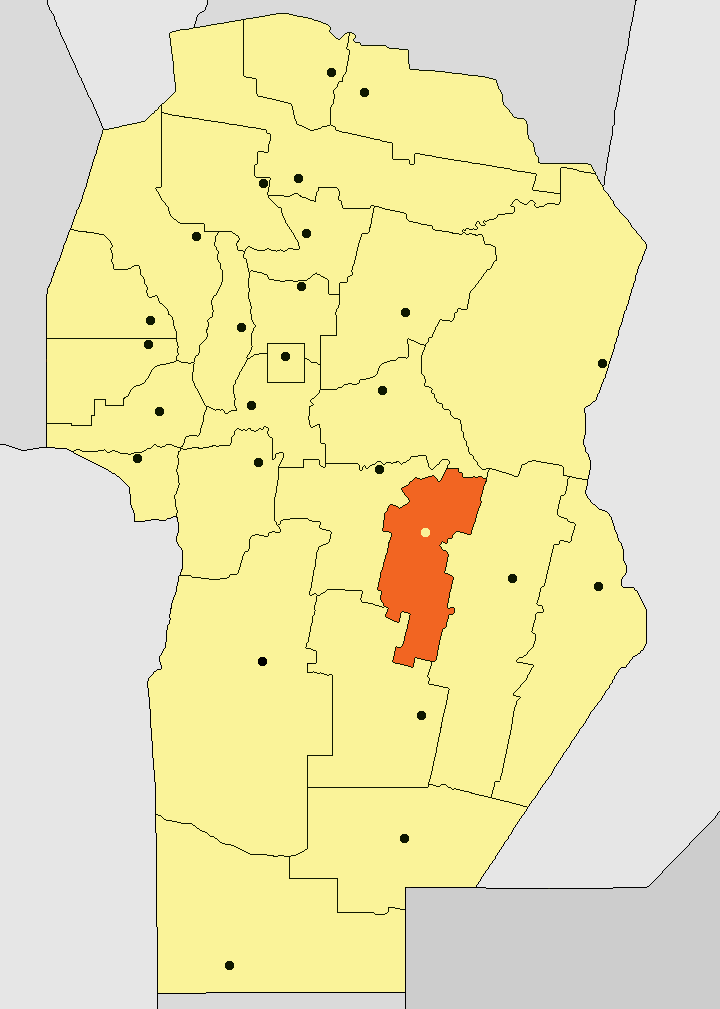
Lage des Departamento General San Martín in der Provinz Córdoba

General San Martín ist ein Departamento im südöstlichen Zentrum der zentralargentinischen Provinz Córdoba. Namensgeber war der südamerikanische Freiheitskämpfer José de San Martín. 
Insgesamt leben dort 154.269 Menschen auf 4991 km². Die Hauptstadt des Departamento ist Villa María.

## Städte und Dörfer
- Arroyo Algodón
- Arroyo Cabral
- Ausonia
- Chazón
- Etruria
- La Laguna
- La Palestina
- La Playosa
- Luca
- Pasco
- Silvio Pellico
- Ticino
- Tío Pujio
- Villa María
- Villa Nueva[2]